# Wiktoryia Lapazina
Wiktoryia Wiktarauna Lapazina (belarussisch Вікторыіа Віктараўна Лапаціна, * 18. Dezember 1981 in Mahiljou) ist eine ehemalige belarussische Skilangläuferin.

## Werdegang
Lapazina, die für den Spartak Mahiljou startete, trat international erstmals bei den Junioren-Skiweltmeisterschaften 2000 in Štrbské Pleso in Erscheinung. Dort belegte sie den 54. Platz über 15 km klassisch, den 39. Rang über 5 km Freistil und den 24. Platz im Sprint. In der Saison 2000/01 kam sie bei den Junioren-Skiweltmeisterschaften 2001 in Karpacz auf den 21. Platz über 5 km klassisch, auf den 16. Rang im Sprint sowie auf den 14. Platz im 15-km-Massenstartrennen und bei der Winter-Universiade 2001 in Zakopane auf den 21. Platz über 5 km klassisch, auf den 20. Rang über 5 km Freistil sowie auf den neunten Platz über 15 km Freistil. In der folgenden Saison erreichte sie in Garmisch-Partenkirchen mit dem achten Platz im Sprint ihre beste Einzelplatzierung im Weltcup und zum Saisonende mit dem 60. Platz im Gesamtweltcup ihr bestes Gesamtergebnis. Beim Saisonhöhepunkt, den Olympischen Winterspielen 2002 in Salt Lake City, errang sie den 24. Platz im Sprint. In der Saison 2002/03 kam sie im Weltcup dreimal in die Punkteränge und belegte bei den nordischen Skiweltmeisterschaften 2003 im Val di Fiemme den 53. Platz über 10 km klassisch und den 23. Rang im Sprint. Bei der Winter-Universiade 2003 in Tarvisio wurde sie Zehnte im 15-km-Massenstartrennen und Achte im Sprint. Zwei Jahre später lief sie bei der Winter-Universiade in Seefeld in Tirol auf den 15. Platz im Sprint, auf den 11. Rang über 5 km Freistil und auf den zehnten Platz mit der Staffel. 
Bei den Olympischen Winterspielen im folgenden Jahr in Turin errang Lapazina den 44. Platz im 30-km-Massenstartrennen und den 21. Platz im Sprint. Ihre besten Platzierungen bei den nordischen Skiweltmeisterschaften 2007 in Sapporo waren der 44. Platz über 10 km Freistil sowie der sechste Rang zusammen mit Wolha Wassiljonak im Teamsprint und bei der Winter-Universiade 2007 in Pragelato der siebte Platz im Sprint sowie der vierte Rang über 5 km Freistil. Anfang März 2008 kam sie in Lahti mit dem 30. Platz im Sprint letztmals in die Punkteränge. Bei den nordischen Skiweltmeisterschaften 2009 in Liberec errang sie den 42. Platz im Sprint und zusammen mit Wolha Wassiljonak, Alena Sannikawa und Kazjaryna Rudakowa den neunten Platz in der Staffel. Ihr letztes Weltcuprennen absolvierte sie im Februar 2010 in Canmore, welches sie auf dem 49. Platz im Sprint beendete.

## Teilnahmen an Weltmeisterschaften und Olympischen Winterspielen

### Olympische Winterspiele
- 2002 Salt Lake City: 24. Platz Sprint Freistil
- 2006 Turin: 21. Platz Sprint Freistil, 44. Platz 30 km Freistil Massenstart

### Nordische Skiweltmeisterschaften
- 2003 Val di Fiemme: 23. Platz Sprint Freistil, 53. Platz 10 km klassisch
- 2007 Sapporo: 6. Platz Teamsprint Freistil, 13. Platz Staffel, 44. Platz 10 km Freistil, 51. Platz Sprint klassisch
- 2009 Liberec: 9. Platz Staffel, 42. Platz Sprint Freistil

## Weltcup-Gesamtplatzierungen
| Saison  | Gesamt | Gesamt | Sprint | Sprint |
| Saison  | Punkte | Platz  | Punkte | Platz  |
| ------- | ------ | ------ | ------ | ------ |
| 2001/02 | 38     | 60.    | 38     | 38.    |
| 2002/03 | 23     | 68.    | 23     | 48.    |
| 2003/04 | 22     | 71.    | 22     | 44.    |
| 2004/05 | 16     | 75.    | 16     | 50.    |
| 2005/06 | 6      | 114.   | 6      | 75.    |
| 2006/07 | 3      | 111.   | 3      | 79.    |
| 2007/08 | 16     | 73.    | 16     | 53.    |